# 우즈베크 칸국
우즈베크 칸국, 또는 아불하이르 칸국은 부하라 칸국 이전에 존재했던 샤이반 왕조의 첫 국가였다. 이 칸국이 존재했던 몇 년 동안, 우즈베크 칸국은 중앙아시아에서 가장 중요한 국가였으며, 현재의 우즈베키스탄 대부분, 카자흐스탄과 투르크메니스탄의 많은 지역, 그리고 남부 러시아의 일부를 지배했다. 우즈베크 칸국은 샤이반 왕조의 분파인 아불하이르계의 국가였다. 우즈베크 칸국의 이름은 킵차크 칸국의 카간이었던 우즈베크 칸의 이름에서 따왔다.
우즈베크 칸국을 창립한 아불 하이르 칸은 칭기즈 칸의 손자이자 주치 칸의 5번째 아들인 샤이반의 부계 자손이었다. 1420년대 말 투라강과 튜멘 지역의 우즈벡인을 통합한 아불 하이르 칸은 이후 시르다리야강까지 진출했다. 1465년 카자흐인을 이끌고 야니벡 칸과 케레이 칸은 카자흐 칸국을 건국했고, 아불 하이르 칸이 죽은 이후 우즈벡인들은 다시 흩어졌다. 이후 아불 하이르의 손자였던 무함마드 샤이바니가 우즈벡인들을 통합하였고, 무함마드 샤이바니는 치르치크강 전투에서 모굴리스탄 칸국의 편을 들어 티무르 제국의 아흐마드 미르자를 패배시켰다. 또한 1501년 무함마드 샤이바니는 후일 무굴 제국의 설립자인 바부르를 패배시켰다. 1501년 사마르칸트와 부하라를 점령한 샤이바니는 부하라 칸국을 건국했지만 1501년부터 1510년까지 그는 우즈베크 칸국의 칸으로 남아 있었다. 
1510년 무함마드 샤이바니가 죽은 이후 우즈베크 칸국의 북쪽 영토는 카자흐 칸국이, 남쪽 영토는 부하라 칸국이 계승했다. 샤이반 왕조는 부하라 칸국의 칸을 통해 이어졌다.